# Venus Surface Explorer
La Venus Surface Explorer (VSE) es una sonda proyectada por la NASA que estudiará la composición isotópica y realizará mediciones de la superficie de Venus y su atmósfera. 
Según los planes iniciales, la nave espacial debería ser capaz de operar en el entorno de la superficie de Venus durante al menos noventa días terrestres. La VSE pondrá a prueba tecnologías clave para otras misiones proyectadas a Venus, como la Venus Surface Sample Return Mission (VSSR).
La fecha de lanzamiento se sitúa actualmente en torno a 2020.